# 페테르 프레우츠
페테르 프레우츠(슬로베니아어: Peter Prevc, 슬로베니아어 발음: [ˈpéːtəɾ ˈpɾéːwts], 1992년 9월 20일~)는 슬로베니아의 전직 스키점프 선수이다. 2014년 동계 올림픽에서 은메달 1개, 동메달 1개, 2022년 동계 올림픽에서 금메달 1개, 은메달 1개를 획득했으며, 2016년 스키점프 월드컵에서 종합 우승을 차지하였다. 2014년 월드컵, 2015년 월드컵에서는 준우승을 차지했으며, 3연속으로 스키점프 월드컵 종합 입상 기록을 세웠다. 그 외에도 2016년 세계 스키 플라잉 선수권 대회와 2016년 4대 점프대 토너먼트에서 우승을 차지했으며, 세계 스키점프 선수권 대회에서 은메달 1개, 동메달 2개를 획득했다.
2015년에는 비케르순에서 스키점프 역사상 최초로 250m 거리 점프를 성공했다. 이는 과거에 세계 기록으로 오르기도 했으며, 현재까지 슬로베니아 거리 기록으로 유지되고 있다. 같은 해에 플라니차에서는 5명의 심사 위원에게 모두 최대 점수인 20점을 받으며, "완벽한 점프"를 성공시킨 선수가 되었다. 2016년 스키점프 월드컵에서는 2303점을 획득하여 스키점프 월드컵 역사상 최고점으로 우승을 달성했다.
슬로베니아 스키점프 국가대표 선수로 활동한 공적을 인정받으며, 2013년부터 2016년까지 4년 연속으로 슬로베니아 올해의 스포츠인으로 선정되었다. 2016년 3월에는 미국 스포츠 아카데미가 선정한 이달의 선수로 선정되었고, 2016년 올해의 선수 선정 투표에서는 3위에 올랐다.